# Laidback Luke
Laidback Luke, właśc. Luke van Scheppingen (ur. 22 października 1976 w Manili) – holendersko-filipiński DJ i producent muzyczny. Zajął 46. pozycję w plebiscycie na najlepszego DJ-a świata – DJ Mag’s Top 100 DJ list w 2008 roku. Pracował z takimi artystami jak Example, Steve Angello, Sebastian Ingrosso, Steve Aoki, Axwell czy Junior Sanchez.

## Dyskografia

### Albumy
- 1998: Psyched Up
- 2002: Electronic Satisfaction
- 2003: Windmill Skill

### Single
- 1998: Laidback Luke – „Double 0"
- 2006: Laidback Luke feat. Paul V.K. – „Don’t Let Go”
- 2006: Steve Angello & Laidback Luke – „Otherwize Then”
- 2007: Laidback Luke – „Killing the Kitchen”
- 2007: Laidback Luke – „Showrocker”
- 2007: Laidback Luke feat. Stephen Granville – „Hypnotize”
- 2007: Axwell, Steve Angello, Sebastian Ingrosso & Laidback Luke – „Get Dumb”
- 2007: DJ DLG & Laidback Luke – „Ambition”
- 2007: Steve Angello & Laidback Luke – „Be”
- 2007: Laidback Luke – „Rocking with the Best”
- 2007: Laidback Luke – „Break the House Down”
- 2007: Sebastian Ingrosso & Laidback Luke – „Chaa Chaa”
- 2008: Steve Angello & Laidback Luke vs. Robin S – „Be vs. Show Me Love”
- 2008: Laidback Luke & Roman Salzger feat. Boogshe – „Generation Noize”
- 2008: A-Trak & Laidback Luke – „Shake It Down”
- 2008: Laidback Luke & Roman Salzge feat. Boogshe – „Generation Noise”
- 2008: Laidback Luke & Tom Stephan feat. Romanthony – „Show”
- 2008: Laidback Luke – „Down with the Mustard”
- 2009: Laidback Luke & Diplo – „Hey!”
- 2009: Steve Angello & Laidback Luke feat. Robin S. – „Show Me Love”
- 2009: Axwell, Sebastian Ingrosso, Steve Angello & Laidback Luke feat. Deborah Cox – „Leave the World Behind”
- 2009: Laidback Luke – „Need Your Lovin'”
- 2009: Laidback Luke & Lee Mortimer – „Blau”
- 2009: Laidback Luke – „My G*O*D* (Guns On Demo)”
- 2009: Gregor Salto & Laidback Luke – „Step by Step”
- 2009: Gregor Salto & Laidback Luke – „Shine Your Light”
- 2010: Laidback Luke feat. Jonathan Mendelsohn – „Till Tonight”
- 2010: Laidback Luke & Steve Aoki feat. Lil Jon – „Turbulence”
- 2010: Laidback Luke feat. Jonathan Mendelsohn – „Timebomb”
- 2011: Laidback Luke feat. Sander van Doorn – „Who’s Wearing The Cap”
- 2011: Laidback Luke feat. Example – „Natural Disaster”
- 2012: Laidback Luke feat. Chuckie & Martin Solveig – „1234”
- 2012: Laidback Luke – Cambodia

### Remixy i Bootlegi
- 1996: Green Velvet – „The Stalker (LBL Remix)”
- 1997: Victor Calderone – „Give It Up (LBL Remix)”
- 2002: Damon Wild & Tim Taylor – „Bang the Acid”
- 2002: Green Velvet – „Land of the Lost”
- 2003: Daft Punk – „Crescendolls (LBL Remix)”
- 2004: Steve Angello – „Voices (LBL Remix)”
- 2004: Jaimie Fanatic – „B Boy Stance”
- 2005: MYPD – „You’re Not Alone (LBL Remix)”
- 2006: Hardrox – „Feel the Hard Rock (LBL Remix)”
- 2006: Another Chance – „The Sound of Eden (LBL Remix)”
- 2007: TV Rock vs Dukes Of Windsor – „The Others (LBL Remix)”
- 2007: DJ DLG & Laidback Luke – „Ambition (LBL Remix)”
- 2007: David Guetta feat. Cozi – „Baby When the Light (LBL Remix)”
- 2008: Natalie Williams – „U Don’t Know (LBL Remix)”
- 2008: Roger Sanchez – „Again (LBL Remix)”
- 2008: Paul Johnson – „Get Get Down (LBL Remix)”
- 2008: Juice String – „Sex Weed (LBL Remix)”
- 2008: David Guetta feat. Tara McDonald – „Delirious (LBL Remix)”
- 2008: TV Rock feat. Rudy – „Been a Long Time (LBL Remix)”
- 2008: Steve Angello – „Gypsy (LBL Remix)”
- 2008: Underworld – „Ring Road (LBL Remix)”
- 2008: The Black Ghosts – „Repetition Kills You (LBL Remix)”
- 2008: Martin Solveig – „I Want You (LBL Remix)”
- 2008: Roger Sanchez feat. Terri B – „Bang That Box (LBL Remix)”
- 2008: Hervé – „Cheap Thrills (LBL Bootleg)”
- 2008: Madonna vs. Dirty South – „4 Minutes to Let It Go (LBL Bootleg)”
- 2008: Joachim Garraud – „Are U Ready (LBL Remix)”
- 2008: Bob Sinclar – „Gymtonic (LBL Bootleg)”
- 2008: Chromeo – „Fancy Footwork (LBL Remix)”
- 2008: Beyoncé – „Me, Myself & I (LBL Bootleg)”
- 2008: Coldplay – „Viva La Vida (LBL Bootleg)”
- 2008: Tocadisco – „Streetgirls (LBL Remix)”
- 2008: Surkin – „White Knight Two (LBL Remix)”
- 2008: Zombie Nation – „Kernkraft 400 (LBL Bootleg)”
- 2008: Daft Punk – „Teachers (LBL Rework)”
- 2008: Dada Life – „Rubber Band Boogie (LBL Remix)”
- 2009: Notorious B.I.G. feat. Puff Daddy & Mase – „Mo Money Mo Problems (LBL Bootleg)”
- 2009: David Guetta feat. Kelly Rowland – „When Love Takes Over (LBL Remix)”
- 2009: Nas – „Made You Look (LBL Bootleg)”
- 2009: Tiesto – „I Will Be Here (LBL Remix)”
- 2009: MSTRKRFT feat. John Legend – „Heartbreaker (LBL Remix)”
- 2009: Junior Sanchez feat. Good Charlotte – „Elevator (LBL Remix)”
- 2009: Avicii – „Ryu (LBL Edit)”
- 2009: The Black Eyed Peas – „I Gotta Feeling (LBL Remix)”
- 2009: Dizzee Rascal feat. Chrome – „Holiday (LBL Remix)”
- 2009: Martin Solvieg feat. Dragonette – „Boys & Girls (LBL Remix)”
- 2009: Sandro Silva – „Prom Night (LBL Remix)”
- 2010: Christina Aguilera – „Not Myself Tonight (LBL Remix)”
- 2010: Moby – „Wait for Me (LBL Remix)”
- 2010: Lil Jon feat. Kee – „Give It All You Got (LBL Remix)”